# 伯氏裸脂鯉
伯氏裸脂鯉，為輻鰭魚綱脂鯉目脂鯉亞目脂鯉科的其中一個種，被IUCN列為瀕危保育類動物，分布於南美洲阿根廷南部黑河支流Valcheta河流域，為脂鯉科分布最南的種類，體長可達7.5公分，鱗片退化成顆粒狀，棲息在底中層水域，生活習性不明，可ˇ做為觀賞魚。

## 扩展阅读
維基物種上的相關：伯氏裸脂鯉